# 柏原村 (埼玉県)
柏原村（かしわばらむら）は埼玉県の南西部、入間郡に属していた村。当初は高麗郡所属であった。

## 地理
- 河川：入間川

## 歴史
- 1889年（明治22年）4月1日 - 町村制施行により、以前の柏原村を継承し高麗郡柏原村が成立する。
- 1896年（明治29年）4月1日 - 高麗郡が入間郡と統合し入間郡となる。
- 1954年（昭和29年）7月1日 - 入間川町、入間村、堀兼村、奥富村、水富村と合併し狭山市を新設する。